# Scott Raynor
Scott William Raynor, Jr. (Poway, 23 de maio de 1978[carece de fontes?]) é um baterista e policial estadunidense, conhecido por ser membro fundador da banda californiana Blink-182. Saiu do grupo em 1998, sendo substituído por Travis Barker.
Foi no quarto de Scott Raynor que o Blink-182 gravou sua demo tape Flyswatter, lançada em 1993. Mark Hoppus e Tom DeLonge decidiram não contar mais com Scott no Blink no meio de uma turnê em 1998, citando o seu abuso de bebida alcoólica,  o que foi admitido pelo próprio baterista posteriormente.
Poucas notícias a respeito de seu paradeiro foram divulgadas desde então. Em 2001, entrevistado pelo site San Diego Punk, respondeu que já havia tocado com algumas bandas: "Yeah Death on Wednesday, e foi um prazer tocar com esses caras, e agora estou na One Track Mind, mas vou tentar outras bandas, como A Big, A Bang, A Boom. E também a Trailer Park Queen”. Em 2004, disse ao absolutepunk.net que a amizade entre ele, Mark e Tom não sobreviveu às divergências de ideias entre os três, “Eu nunca teria ficado pelado”.
Apareceu ainda em bootlegs de videos de bandas como Fantasticas Bastidas, mas o momento mais relevante de sua trajetória pós-blink foi o lançamento de um EP em 2017, como baterista oficial da banda The Wraith.

## Vida pessoal
Raynor começou a tocar bateria quando ele se juntou a uma banda com alguns amigos, porque, segundo ele, tinham tomado todos os "bons instrumentos" antes que ele pudesse escolher. Ele cita Fugazi e Metallica como suas bandas favoritas.
Raynor é policial ativo pelo Departamento de Polícia de San Diego.